# Lepidosperma semiteres
Lepidosperma semiteres är en halvgräsart som beskrevs av Johann Otto Boeckeler. Lepidosperma semiteres ingår i släktet Lepidosperma och familjen halvgräs. Inga underarter finns listade i Catalogue of Life.